# Rondinha

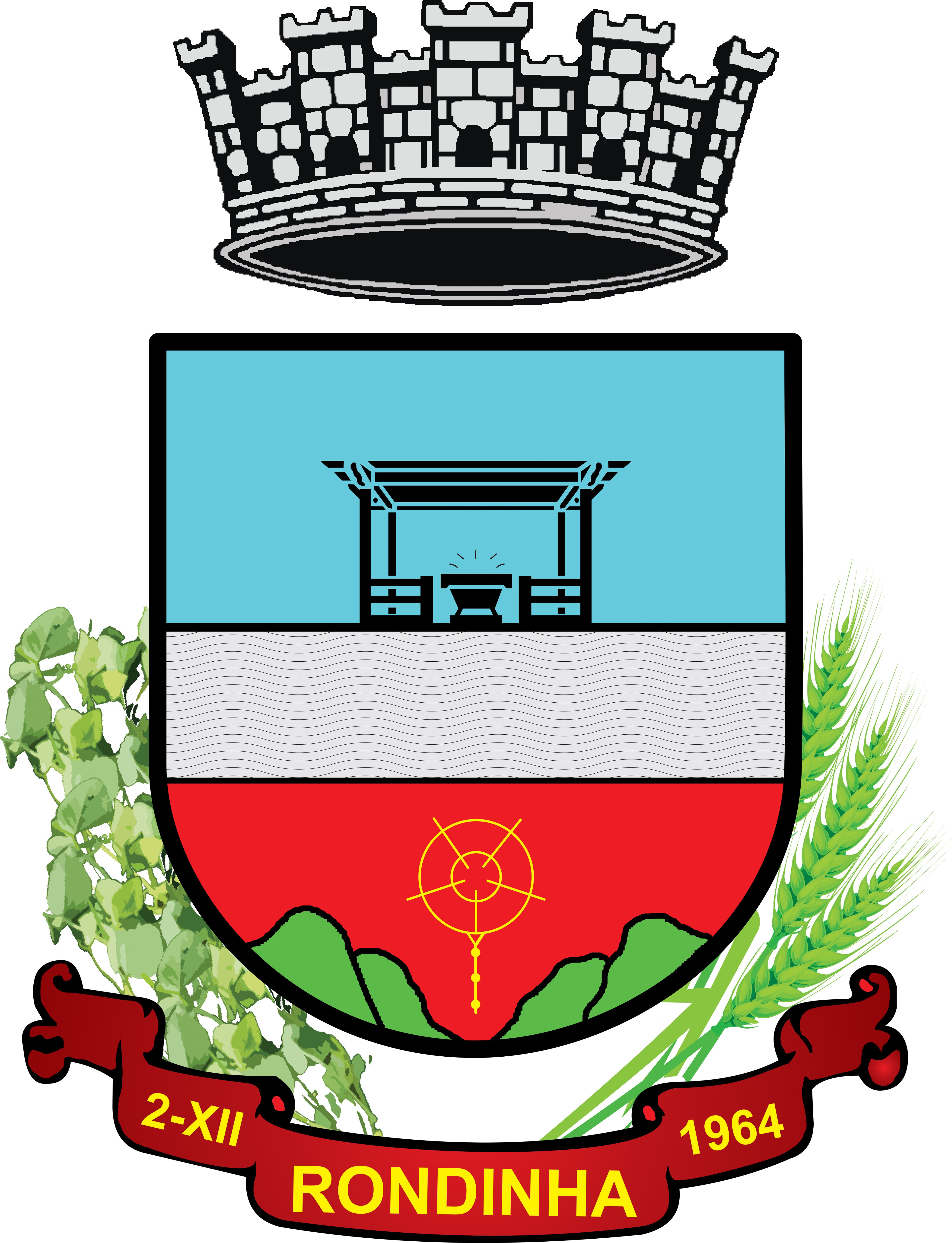
Escudo de Ronadinha.

Rondinha es un municipio brasileño del estado de Rio Grande do Sul.
Se encuentra ubicado a una latitud de 27º49'41" Sur y una longitud de 52º54'35" Oeste, estando a una altitud de 440 metros sobre el nivel del mar. Su población estimada para el año 2004 era de 5.584 habitantes.
Ocupa una superficie de 259,25 km².
- Datos: Q946941
- Multimedia: Rondinha / Q946941